# Monmouth
Monmouth (/ˈmɒnməθ/ MON-məth, /ˈmʌn-/ MUN-ⓘ en galés: Trefynwy, que significa «pueblo sobre el río Monnow») es una pequeña ciudad en el sureste de Gales del sur, a 3 kilómetros de la frontera con Inglaterra. Es la capital del condado de Monmouthshire, los ríos Wye y Monnow tienen confluencia en Monmouth.

## Historia
Los romanos construyeron una pequeña fortaleza a la que llamaron Blestium, pero pocas personas vivían en el área después de la caída del Imperio. Con el tiempo la normandos construyeron un castillo con vistas al río Monnow, después de que conquistaran Inglaterra en 1066. 
La ciudad de Monmouth creció en la Edad Media, con un convento de la iglesia, y un mercado abierto en la calle ahora llamada Monnow Street. Esta calle se desarrolló entre el castillo y un puente fortificado sobre el río, que todavía existe y que es el único de su tipo en Gran Bretaña. El rey Enrique V de Inglaterra nació en Monmouth Castle en 1387, pero el castillo fue derribado en su mayor parte después de la Guerra Civil en el siglo XVII.
Monmouth era bien conocido en un momento por la producción local de "Monmouth cap", una especie de sombrero de lana usado por los soldados, marineros y demás. También se hizo famoso a finales del siglo XVIII, cuando personajes tales como el almirante Nelson, y muchos poetas y pintores, fueron a visitar el hermoso valle de Wye, que encuentra en las cercanías. La ciudad también tiene una famosa "escuela pública", la Escuela de Monmouth, que fue fundada en 1615.
En 1840 los "Chartistas" redactaron en Monomouth un importante ensayo que proponía que más gente debería poder votar en las elecciones. 
Uno de los primeros fabricantes de automóviles en Gran Bretaña, Charles Rolls, fundador de Rolls Royce, nació a las afueras de la ciudad. Falleció en un accidente de avión en 1910 a la edad de 33 años. Hay una estatua de él en el centro de la ciudad.

## La ciudad hoy
La ciudad es conocida por sus escuelas y sus numerosas tiendas, así como por los servicios que presta a sus alrededores. Las colinas alrededor de Monmouth están cubiertas de bosques y granjas. Monmouth está vinculado por la carretera A40 de la autopista M4 en Newport y la autopista M50 a Ross-on-Wye. La ciudad está hermanada con Carbonne, Francia y Waldbronn, Alemania.
Desde mayo de 2012, Monmouth es el tema principal de MonmouthpediA, un proyecto colaborativo que utiliza códigos QR para proveer acceso multilingue en teléfonos inteligentes al contenido de Wikipedia.

## Galería

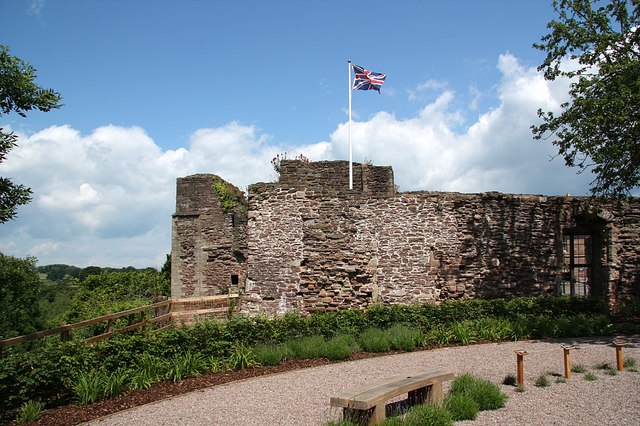
Las ruinas de Monmouth Castle
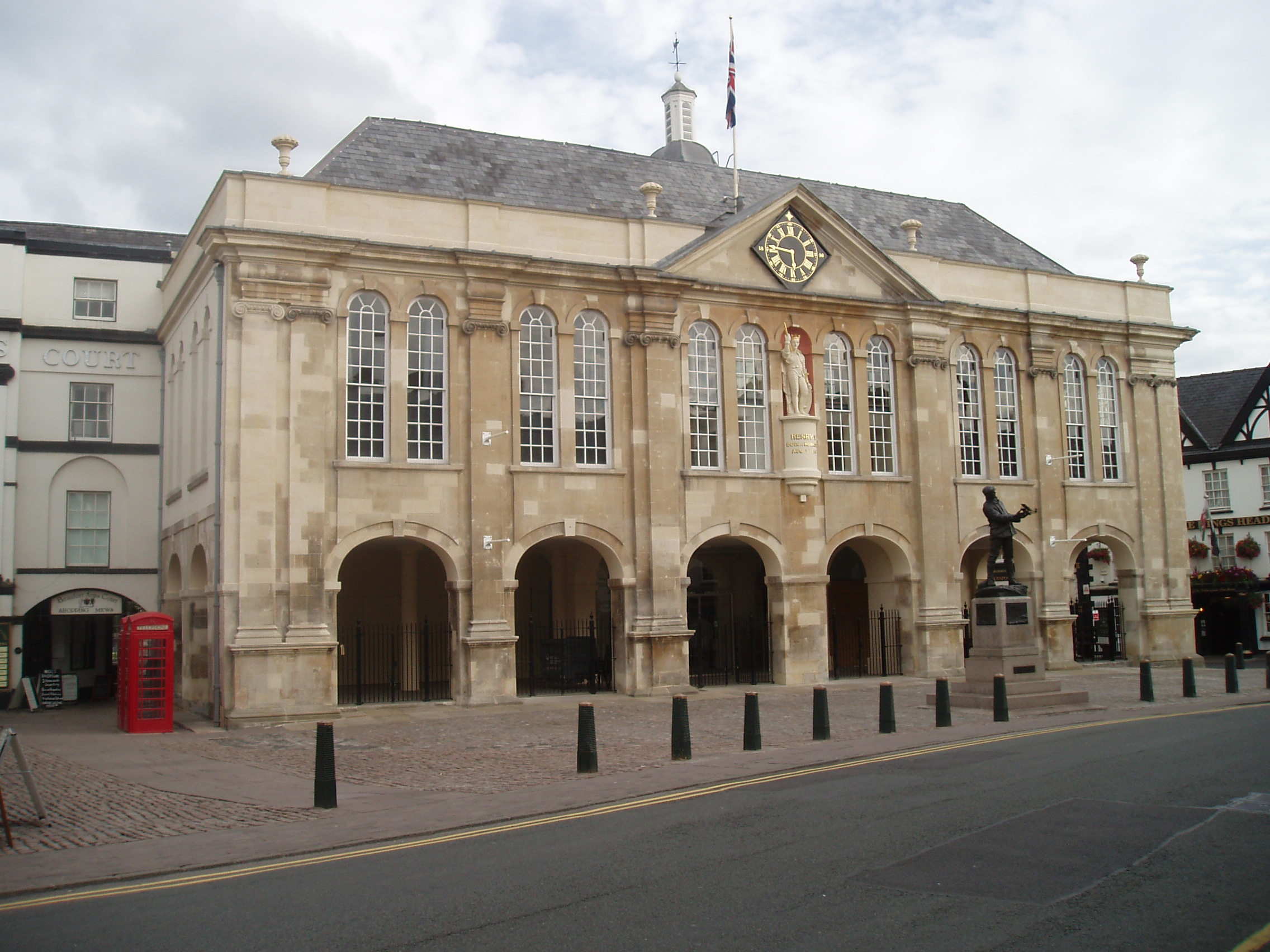
Shire Hall
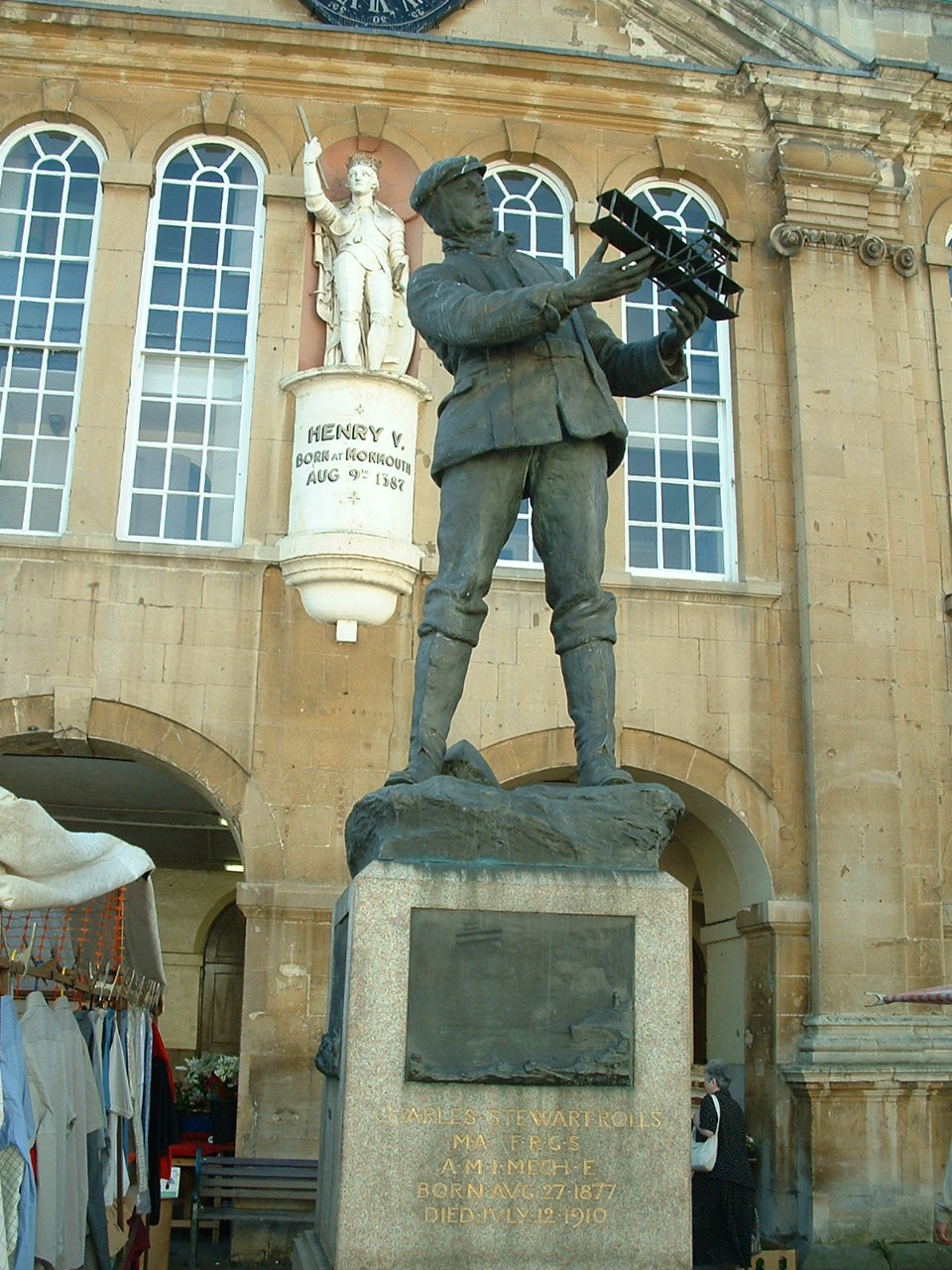
Estatua de Charles Rolls
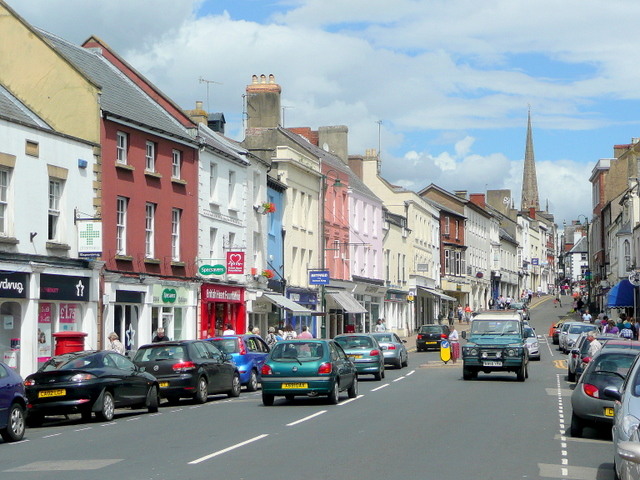
La calle de compras en el centro de la ciudad
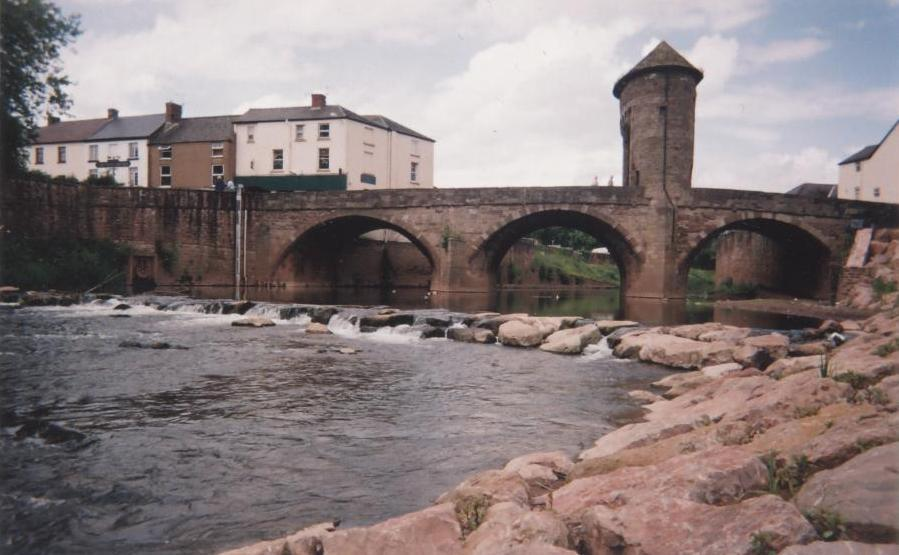
Puente Monnow sobre el rió en la ciudad homónimas